# The Yellow Cameo
The Yellow Cameo è un serial cinematografico del 1928 diretto da Spencer Gordon Bennet, probabilmente andato perduto.

## Elenco episodi
1. The Train Robbery (distribuito il 5 maggio 1928)
2. The Mystery Men (distribuito il 9 maggio 1928)
3. The Race for Life (distribuito il 12 maggio 1928)
4. In the Path of Doom (distribuito il 26 maggio 1928)
5. The Signal Tower (distribuito il 2 giugno 1928)
6. The Tower of Death (distribuito il 3 giugno 1928)
7. Fangs of Fury (distribuito il 10 giugno 1928)
8. The Devil’s Cauldron (distribuito il 22 giugno 1928)
9. The Underground Peril (distribuito il 2 luglio 1928)
10. The Lost Treasure (distribuito il 11 luglio 1928)